# 2001-es US Open (tenisz)

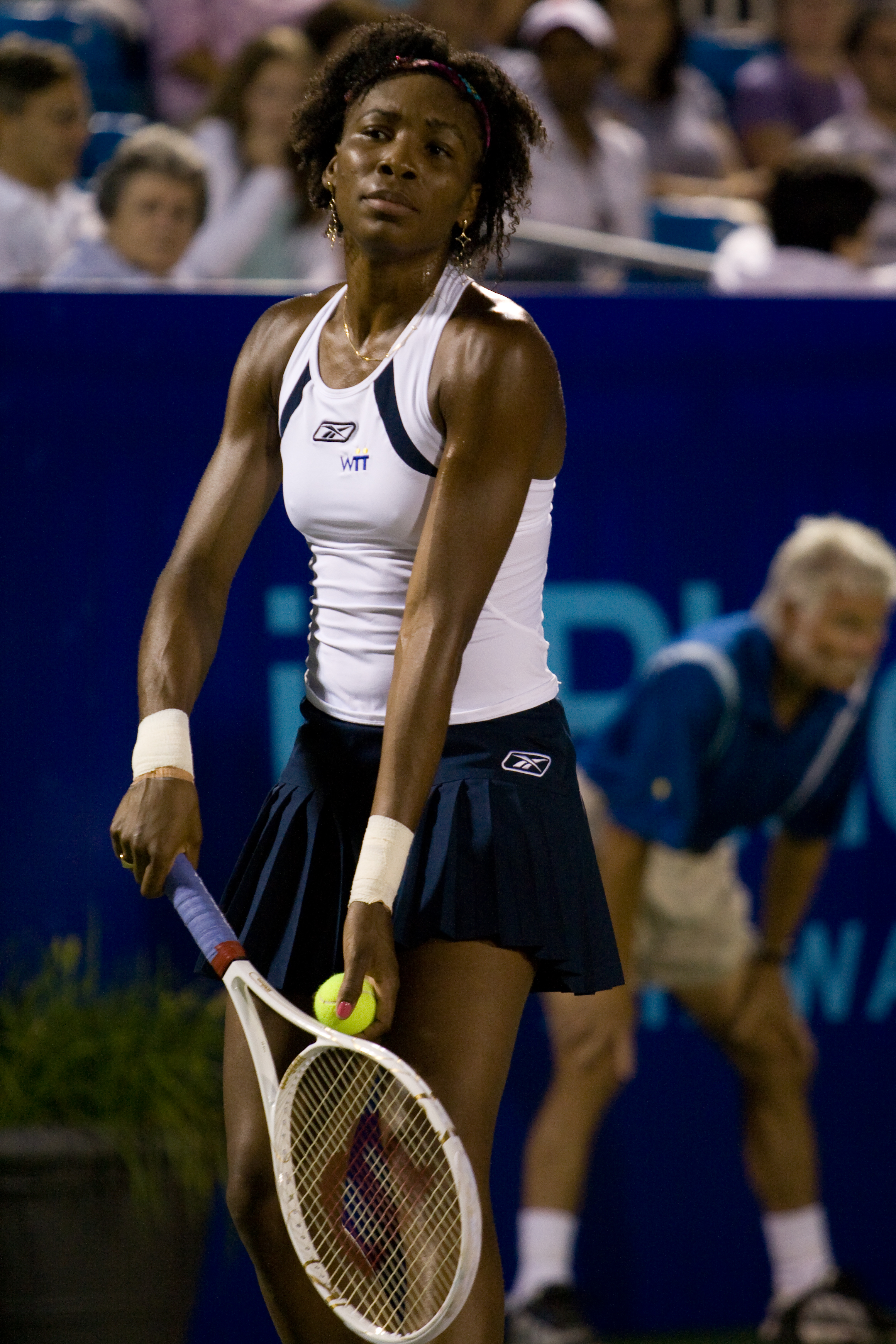
Venus Williams

A 2001-es US Open volt az év negyedik Grand Slam-tornája, a US Open 121. kiadása. New Yorkban, rendezték meg augusztus 27. és szeptember 9. között.
A férfiaknál az első Grand Slam-győzelmét szerző Lleyton Hewitt lett a bajnok, miután a döntőben legyőzte az amerikai Pete Samprast. A nőknél a Williams-testvérpár vívta a döntőt, a két szettes mérkőzésen Venus legyőzte húgát Serenát, ezzel megvédte címét.

## Döntők

### Férfi egyes
Lleyton Hewitt -   Pete Sampras, 7-6(4), 6-1, 6-1

### Női egyes
Venus Williams -  Serena Williams, 6-2, 6-4

### Férfi páros
Wayne Black /  Kevin Ullyett -  Donald Johnson /  Jared Palmer, 7-6, 2-6, 6-3

### Női páros
Rennae Stubbs /  Lisa Raymond -  Kimberly Po /  Nathalie Tauziat, 6-2, 5-7, 7-5

### Vegyes páros
Todd Woodbridge /  Rennae Stubbs -  Lijendar Pedzs /  Lisa Raymond, 6-4, 5-7 (11-9)

## Juniorok

### Fiú egyéni
Gilles Müller –  Yeu-Tzuoo Wang, 7–6(5), 6–2.

### Lány egyéni
Marion Bartoli –  Szvetlana Kuzyecova, 4–6, 6–3, 6–4.

### Fiú páros
Tomáš Berdych /  Stéphane Bohli –  Brendan Evans /  Brett Joelson, 6–4, 6–4.

### GLány páros
Galina Fokina /  Szvetlana Kuzyecova –  Jelena Janković /  Matea Mezak, 7–5, 6–3.